# Staffan Andersson (fotograf)
Staffan Andersson, född 1957 i Malmö är en svensk fotograf och bildkonstnär. Han har även ställt ut konstgjutna objekt. Han bor i Lund och har sin ateljé på Kirseberg i Malmö. 
Efter gymnasiet 1976 blev Staffan Andersson intresserad av  fotografering och han har gått en universitetsutbildning till dokumentärfilmare. 
Mellan 1984 och 2004 arbetade han som reklamfotograf med uppdrag över stora delar av världen. 
2014 gav Staffan Andersson ut boken ”One Picture One Story, fotografier mellan 1984 och 2014. (ISBN 978-91-637-6007-5) 
2020 hade Staffan en uppmärksammad utställning på Galleri Leger i Malmö, A walk in the park. Bilderna var inspirerade av impressionisternas sätt att se på och tolka naturen. [källa behövs]
Staffan Andersson är etablerad inom svensk fotokonst som sanderssonart. Den signaturen använder bland annat olika auktionshus tillsammans med hans namn när de säljer hans verk. 
Staffan Andersson är bland annat representerad hos
- Region Västerbotten
- Region Sörmland
- Region Dalarna
- Region Östergötland
- Region Värmland
- Falkenbergs kommun
- Umeå kommun
- Luleå kommun
- Jönköpings kommun
- Linköpings kommun
- Uppsala kommun
- Stockholms stad
- Sveriges Television

## Utställningar
- Galleri Djäknegatan
- Galleri Monbijou
- Galleri Palm
- Galleri Magasinet
- Pelle Unger Galleri
- Galleri Danart
- Jäger & Jansson Galleri
- Marsvinsholms slott
- Galleri Leger[2]
- Fabriken
- Galleri Final